# ハンク・ストラム
ハンク・ストラム（Henry Louis "Hank" Stram (発音: [ˈstræm]) 1923年1月3日-2005年7月4日）はイリノイ州シカゴ出身の元アメリカンフットボール指導者。カンザスシティ・チーフス（当初はダラス・テキサンズ）のヘッドコーチとして知られている。AFLを3回制し第4回スーパーボウルでも優勝を果たした。AFLのコーチの中で最多の87勝をあげポストシーズンにも6回出場した。彼はゲータレードのNFLへの導入にも大きく関与した。チーフス在任中はオフェンスコーディネーター、ディフェンスコーディネーター、スペシャルチームコーチを置かなかった。

## 経歴
1923年にシカゴでポーランド系プロレスラーの Henry Wilczek の息子として生まれた。その後一家はインディアナ州ゲーリーに移り1941年に高校を卒業した。パデュー大学に進学した彼はアメリカンフットボールと野球を1942年、1946年、1947年と行った。この間、第二次世界大戦中に従軍した。
大学卒業後1948年から1955年までフットボールのアシスタントコーチ、1951年から1955年まで野球のヘッドコーチを務めた。1996年にレン・ドーソンと共に大学のスポーツ殿堂入りを果たした。その後彼はノートルダム大学、南メソジスト大学、マイアミ大学でアシスタントコーチを行った。
彼は後にプロフットボール殿堂入りしたレン・ドーソン、ボビー・ベル、バック・ブキャナン、ウィリー・レニエル、ヤン・ステナルードや他にもジョニー・ロビンソン、エド・バディ、オーティス・テイラーなど非常に多くの選手を育て上げた。彼はサイドラインにゲータレードを用意したり、Iフォーメーション、ダブルタイトエンドのフォーメーションを使い始めた最初のプロフットボールコーチであった。またディフェンスでも3人のラインバッカーをディフェンスラインの背後に隠して配置するトリプルスタックディフェンスのフォーメーションを採用した。
2003年にプロフットボール殿堂入りを果たしたが皮肉にも第4回スーパーボウルで打ち負かしたミネソタ・バイキングスの元ヘッドコーチ、バド・グラントの9年後となった。殿堂入りスピーチを行う際には糖尿病で体の弱った彼をレン・ドーソンが車椅子を押してステージにあげた。そしてスピーチの代わりに過去のビデオテープが流された。

### カンザスシティ・チーフス
1959年にラマー・ハントはNFLに対抗する新リーグのAFLのダラス・テキサンズ（後にカンザスシティ・チーフス）を創設するにあたりバド・ウィルキンソン、トム・ランドリー（当時ニューヨーク・ジャイアンツアシスタントコーチ）に断られストラムをヘッドコーチに招いた。南メソジスト大学時代にハントはアシスタントコーチだったストラムと出会っていた。1960年のリーグ創設からテキサンズは好成績を残し1962年にはAFL西地区優勝を果たしAFLチャンピオンシップゲームでヒューストン・オイラーズをダブルオーバータイムの末、トミー・ブルッカーの決勝FGで20-17と破り優勝した。この試合はプロフットボールチャンピオンシップゲームで最も長い試合となったことが知られている。
1963年にダラス・テキサンズはカンザスシティに移転しチーフスと名称を改めた。移転後もチームは好成績を収め1966年にAFLチャンピオンシップゲームでバッファロー・ビルズを31-7で破り第1回スーパーボウル出場を果たした。チームには後に殿堂入りする選手が3人、オールスター選手が8人在籍していた。ヴィンス・ロンバルディヘッドコーチが率いるグリーンベイ・パッカーズはショートパスでチーフスの強力なディフェンスを克服、35-10で勝利、バート・スターがMVPに選ばれた。
1968年のオークランド・レイダース戦でチームは健康なワイドレシーバーなしで試合に臨むこととなった。この試合で彼はその頃には使われなくなったTフォーメーションを復活させパス3回で16ヤードに対しラン60回で300ヤード以上を獲得し24-10で勝利した。
1969年にAFLチャンピオンシップゲームを制してミネソタ・バイキングスと対戦した第4回スーパーボウルでは"moving pocket"と"triple-stack defense"によって攻守で圧倒した。この試合で彼にはマイクロホンが着けられており"65-toss power trap"のプレーコールでタッチダウンをあげた後の"Chinese fire drill"（奴らはあわてふためいている）という発言が知られている。この年のチーフスの勝利でAFLとNFLの統合を前にしてAFLがスーパーボウルで2連勝となった。
1971年にもAFC西地区を制したがクリスマスに行われたプレーオフでマイアミ・ドルフィンズに敗れた。この試合はプロフットボール史上最長の試合となっている。これ以降はチーフスで成功は収めることはできず1974年にチームを去った。
チーフス在籍時、彼は相手チームがFGを狙う際、6フィート10インチの長身、モリス・ストラウドをゴールポストの下にセットし、FGをブロックする役割を与えた。後にNFLはクロスバーより先で選手がボールに触った際には、ゴールテンディングとして3点を与えるルール改正を行った。

### ニューオーリンズ・セインツ
その後1976年にニューオーリンズ・セインツのヘッドコーチに就任したが2シーズンを4勝10敗、3勝11敗で終えた。これにはQBアーチー・マニングがひじの故障で1976年シーズンを全休、1977年も何試合か欠場したこともあった。またチームのリーディングラッシャーであるチャック・マンシーの薬物問題にも対処しなければならなかった。1976年、アローヘッド・スタジアムで行われたチーフスとの試合には勝利したが、1977年にチーム創設から26連敗していたタンパベイ・バッカニアーズに敗れてしまいシーズン終了後彼はチームから解雇された。

### 解説者
その後彼は1978年から1995年までCBSスポーツやラジオのNFL解説者として活躍した。ジャック・バックとのコンビで行ったマンデーナイトフットボールのラジオ解説では次のプレーがどのようにされるか予想するのが彼のスタイルであった。
1982年1月10日、ビン・スカリーとのコンビでサンフランシスコ・フォーティナイナーズとダラス・カウボーイズとのNFCチャンピオンシップゲームを担当した。この試合はジョー・モンタナからドワイト・クラークへのザ・キャッチと呼ばれる決勝TDで伝説となった。
1988年、シカゴ・ベアーズとインディアナポリス・コルツとの試合解説のためにインディアナポリスに旅行した際、心臓の開胸手術を受けた。この時彼は1週間ほど入院した後、再び解説者の仕事を再開した。